# Naffarin
(J.R.R Tolkien)
Il naffarin è una lingua inventata da J.R.R Tolkien in tenera età. Questa lingua è l'evoluzione privata di una lingua inventata da Tolkien e i suoi compagni di gioco. La prima conosciuta come nevbosh consisteva più che altro in parole provenienti dal francese, dal latino o dall'inglese, storpiate o addirittura invertite. Tuttavia con l'avanzare del tempo Tolkien iniziò a sentire l'esigenza di creare parole nuove che non venissero da nessun'altra lingua e decise di rimodellare la lingua da solo. Questa nuova versione della lingua prese finalmente il nome di naffarin e secondo molti è da considerarsi una delle prime (insieme al nevbosh inventato in precedenza) lingue inventate da Tolkien. Del naffarin si conosce molto poco: le uniche parole di cui si conosce il significato sono vrù o vru, "sempre"; e lint, "veloce". Entrambe a distanza di anni furono usate da Tolkien con lo stesso significato anche nelle sue invenzioni più mature, tra cui il quenya, con vari cambiamenti: lint divenne linta e vrù mutò in voro.